# Remo (Eneide)
Remo (lat. Remus) è un personaggio del poema epico in lingua latina Eneide di Publio Virgilio Marone.

## Il mito

### Le origini
Remo compare nel nono libro del poema, tra gli italici che muovono guerra a Enea. È un giovane condottiero alla testa di un contingente di Rutuli, nel quale risultano arruolati l'aitante giovinetto Serrano e altri due guerrieri di nome Lamiro e Lamo.
Come tutti i guerrieri importanti Remo combatte su un carro; ha al proprio servizio un ragazzo con il ruolo di scudiero e un altro che gli fa da auriga.

### La morte
Nel nono libro dell'Eneide Virgilio descrive la sortita notturna compiuta da Eurialo e Niso all'interno del campo degli italici addormentati.
Dopo avere sgozzato il re Ramnete e tre suoi servi, Niso si dirige verso gli alloggiamenti di Remo dove uccide per primo lo scudiero e poi l'auriga colto proprio sotto i cavalli, squarciandone la gola riversa.
 Rhamnetem adgreditur, qui forte tapetibus altis
exstructus toto proflabat pectore somnum, rex idem et regi Turno gratissimus augur, 
sed non augurio potuit depellere pestem.
Tris iuxta famulos temere inter tela iacentis
armigerumque Remi premit aurigamque sub ipsis
nanctus equis ferroque secat pendentia colla"»
(Publio Virgilio Marone, Eneide, IX 330-31)
a bassa voce, e intanto con la spada
sgozza il tronfio Ramnete che spirava
dal profondo del petto un quieto sonno,
disteso sopra un mucchio di tappeti.
Anch'egli re, era fra tutti gli auguri
il più gradito a Turno; ma purtroppo
la sua arte profetica non valse
a salvargli la vita. Uccide pure
tre servi suoi sdraiati accanto a lui
alla rinfusa in mezzo alle armature,
lo scudiero di Remo, ed all'auriga
che stava steso sotto i suoi cavalli,
squarcia col ferro il collo ciondolante»
(Virgilio, Eneide, traduzione di Mario Scaffidi Abbate)
Segue l'atroce sorte del signore, che Niso decapita di netto con la spada: il letto su cui Remo è coricato si cosparge immediatamente del sangue che fuoriesce dal busto singhiozzante; un rio così copioso da impregnare anche il terreno. L'immagine è tra le più spettacolari, e quindi più propriamente epiche, di tutto il poema.
Sanguine singultantem: atro tepefacta cruore
Terra torique madent" [...]»
(Publio Virgilio Marone, Eneide, vv.332-34)
(Virgilio, Eneide, traduzione di Mario Scaffidi Abbate)

### Il ritratto di Remo e quelli dei due aiutanti
svena; e all'auriga, che dormìa di sotto
a' suoi destrieri, il collo abbandonato
fende; e la testa a un tempo al suo signore
balza dal busto e indietro il tronco lascia,
singulti e sangue tramandando; il suolo,
fatto n'è caldo intorno, ed inzuppato
il letto»
(Virgilio, Eneide, traduzione di Girolamo Luigi Calvi)
Benché personaggio di spicco nell'esercito italico, Remo non è tratteggiato caratterialmente da Virgilio, che si limita a rilevare il suo status di condottiero (dominus), molto vicino a quello degli eroi omerici; un tipico signore della guerra attorniato dai suoi fedelissimi, ovvero armigeri personali e guerrieri al seguito.
In quanto ai due accompagnatori personali, di cui non sono noti i nomi, si può dire che la figura dello scudiero risulta appena abbozzata, laddove Virgilio magistralmente descrive la personalità dell'auriga, bizzarra figura la cui morte risulta comica e tragica al tempo stesso: la fedeltà al signore e l'amore per i cavalli sono in lui talmente forti da indurlo ad addormentarsi sotto gli stessi destrieri, nell'erronea convinzione che questi possano far da riparo a ogni pericolo.

## Raffronto con l'Iliade
L'episodio della strage dei Rutuli addormentati prende le mosse dal decimo libro dell'Iliade, dove Diomede, uscito nottetempo dal campo acheo per cercare di uccidere qualche nemico, fa prigioniero Dolone, un araldo troiano inviato da Ettore come spia: nel tentativo di salvarsi la pelle Dolone indica la tenda del giovane re trace Reso, che verrà ucciso nel sonno insieme a dodici suoi uomini dall'eroe acheo. Nel passo omerico nessuno dei Traci viene decollato: Diomede recide il capo invece a Dolone, facendo quindi macabramente ruzzolare la testa ancora parlante nella polvere. Tale dettaglio viene sostituito da Virgilio con gli altrettanto raccapriccianti rantoli provenienti dal busto di Remo, ben espressi nel testo con un procedimento narrativo che tra l'altro accosta due parole in allitterazione (truncumque relinquit / Sanguinem singultantem); peraltro non gli unici, in quanto nei versi successivi il poeta dice che questa sorte tocca anche ai suoi guerrieri Lamiro, Lamo, Serrano. A differenza di Omero, Virgilio ritiene quindi che all'atto della decapitazione le teste esauriscono subito le funzioni vitali e che sono i tronchi mutilati a esalare le anime gementi. Comune ai due testi è il paragone del guerriero pluriomicida con il leone affamato. 
«Da che ti spinse in poter nostro il fato,
Dolon, di scampo non aver lusinga,
benché tu n'abbia rivelato il vero.
Se per riscatto o per pietà disciolto
ti mandiam, tu per certo ancor di nuovo
alle navi verresti esploratore,
o inimico palese in campo aperto.
Ma se qui perdi per mia man la vita,
più d'Argo ai figli non sarai nocente».
Disse; e il meschino già la man stendea
supplice al mento; ma calò di forza
quegli il brando sul collo, e ne recise
ambe le corde. La parlante testa
rotolò nella polve
[...]
A dritta, a manca
fora, taglia ed uccide, e degli uccisi
il gemito la muta aria fería.
Corre sangue il terren: come lïone
sopravvenendo al non guardato gregge
scagliasi, e capre e agnelle empio diserta;
tal nel mezzo de’ Traci è Dïomede.
Già dodici n’avea trafitti
[...]
Intanto
piomba su Reso il fier Tidìde, e priva
lui tredicesmo della dolce vita.
Sospirante lo colse ed affannoso
perché per opra di Minerva apparso
appunto in quella gli pendea sul capo,
tremenda visïon, d'Enide il figlio»
(Omero, Iliade, X, traduzione di Vincenzo Monti)
rantoli in grosso fiotto; caldo di sangue nerastro
si imbibisce a terra il giaciglio. E ancora Lamiro e Lamo
e il giovinetto Serrano, che in quell'ultima notte a lungo
aveva giocato, bello d'aspetto; le membra domate dal dio
gravemente, stava disteso; fortunato, se ancora avesse prolungato
il gioco per tutta la notte, fino a che non spuntasse la luce»
(Virgilio, Eneide, canto IX, traduzione di Francesco Della Corte)
il fiero Niso, qual da fame spinto
non pasciuto leone un pieno ovile
imbelle e per timor già muto assaglie,
che d’unghie armato, e sanguinoso il dente
traendo e divorando ancide e rugge»
(Virgilio, Eneide, Canto IX, traduzione di Annibal Caro)

## Interpretazione e realtà storica
che sussulta nel sangue; intiepiditi la terra e il giaciglio 
si intridono del nero fiotto. E anche Lamiro e Lamo
e il giovane Serrano, che molto assai quella notte
aveva giocato, di nobile aspetto, e giaceva affranto le membra
dal soverchio iddio; fortunato, se continuo quel gioco
avesse agguagliato alla notte e protratto fino all'albore»
(Virgilio, Eneide, traduzione di Riccardo Scarcia)
Il sangue di Remo e dei guerrieri che vengono decapitati dopo di lui, inondando la terra, ne contribuisce alla fecondazione. A iniziare dal condottiero: su quel terreno secoli dopo sorgerà l'Urbe, per opera di un altro Remo. Analoga la sorte di Lamiro, Lamo e Serrano: con l'onomastica dei primi due che adombra la futura gens Aelia Lamia, mentre Serranus è l'agnomen che riceverà uno dei membri appartenenti a un'altra importante famiglia di Roma antica, quella degli Atilii. Nell'interpretazione di Virgilio la città eterna conserva dunque non solo la memoria dei Troiani, ma anche quella dei loro nemici italici.

## Curiosità
- Nella traduzione di Adriano Bacchielli è omessa la figura dello scudiero:

accanto a lui sorprende, alla rinfusa
in mezzo all'armi placidi giacenti,
e l'auriga di Remo fra i cavalli;
e taglia loro la riversa gola.
Poi con un colpo mozza il capo al sire
e lascia il tronco sussultar nel sangue
che il letto intiepidisce e il suolo imbruna»
(traduzione di Adriano Bacchielli)
- Nelle traduzioni di Annibal Caro e Stefano Stefani, il ciondolare della testa dell'auriga è conseguenza del colpo di spada che egli riceve:

giacean fra l'armi rovesciati a caso,
tutti in un mucchio uccise, e un valletto
ch'era di Remo, e sotto i suoi cavalli
lo stesso auriga. A costui trasse un colpo
che gli mandò giù ciondoloni il collo»
(traduzione di Annibal Caro)
un valletto di Remo, e sotto a' suoi
destrier l'auriga trucidò: facea col ferro a questo ciondolar la testa»
(traduzione di Stefano Stefani)

## Omaggi
- A Remo è dedicato uno dei crateri di Dione.

### Traduzione delle fonti
- Virgilio, Eneide, traduzione di Adriano Bacchielli, Torino, Paravia 1963
- Virgilio, Eneide, traduzione di Annibal Caro, Società Editrice Internazionale, novembre 1948
- Virgilio, Eneide, traduzione di Stefano Stefani
- Virgilio, Eneide, traduzione di Francesco Della Corte, in Enciclopedia Virgiliana
- Virgilio, Eneide, traduzione di Mario Scaffidi Abbate
- Virgilio, Eneide, traduzione di Girolamo Luigi Calvi